# Битка при Сулайем
Морската битка при Сулайем се състои през 677 година близо до Сулайем между Арабския халифат и Византия и е свързана със серия битки по суша в Анатолия и Сирия.
Арабският флот продължава да изтощава византийския флот в продължение на 5 години, започвайки през 672 г. След това насочват нападенията си по крайбрежието на Анатолия, в Мраморно море и обсаждат самия Константинопол, като по същото време армията напада Анатолия. Това съвпада със славянската атака на Солун по суша, така че византийската армия е разпръсната на 2 фронта.
Император Константин IV Погонат изпраща флота си да пресрещне арабите при Сулайем, а флотът им е унищожен от гръцки огън - византийско оръжие, което е използвано само преди няколко години. Арабите остъпват в бурята, която потопява почти всичките им кораби. Междувременно византийската армия изгонва арабите от Сирия и ги разгромява. Така завършва пряката арабска заплаха за Източна Европа и мирът продължава повече от 30 години.